# Ostichthys sheni
Az Ostichthys sheni a sugarasúszójú halak (Actinopterygii) osztályának nyálkásfejűhal-alakúak (Beryciformes) rendjébe, ezen belül a mókushalfélék (Holocentridae) családjába tartozó faj.

## Előfordulása
Az Ostichthys sheni csakis a Kínai Köztársaság vizeiben él.

## Megjelenése
E halnak a testszíne világos vörös. Legfeljebb 11,9 centiméter hosszú.

## Életmódja
Az Ostichthys sheni szubtrópusi, tengerfenék lakó halfaj.